# Maryon Pittman Allen
Maryon Pittman Allen, född 30 november 1925 i Meridian, Mississippi, död 23 juli 2018 i Birmingham, Alabama, var en amerikansk journalist och demokratisk politiker. Hon representerade delstaten Alabama i USA:s senat från 8 juni till 7 november 1978.
Hon studerade vid University of Alabama och arbetade som journalist och författare. Hennes make, senator James Allen avled 1 juni 1978. Guvernör George Wallace tillkännagav 6 juni utnämningen av senatorns änka Maryon och hon tillträdde två dagar därefter som senator. Hon satt i senaten fram till fyllnadsvalet senare samma år. Hon kandiderade i demokraternas primärval för att få behålla sitt mandat fram till mandatperiodens slut 1981 men förlorade mot Donald W. Stewart som sedan vann fyllnadsvalet och efterträdde henne i senaten.
Hon arbetade som kolumnist för The Washington Post 1978-1981.